# Alpha Sagittae
Alpha Sagittae (Sham, Alsahm, 5 Sagittae) é uma estrela na direção da Sagitta. Possui uma ascensão reta de 19h 40m 05.78s e uma declinação de +18° 00′ 50.2″. Sua magnitude aparente é igual a 4.39. Considerando sua distância de 473 anos-luz em relação à Terra, sua magnitude absoluta é igual a −1.42. Pertence à classe espectral G0II.